# Michael Allen
Michael Louis Allen (San Mateo, 31 januari 1959) is een Amerikaans golfprofessional.

## Loopbaan
Michael Allen studeerde aan de Universiteit van Nevada en werd in 1984 professional. Hij speelde eerst enkele jaren op de Europese PGA Tour, waar hij in 1989 het Schots Open won. Toen keerde hij terug naar Amerika en speelde enkele jaren op de Nationwide Tour (1997 - 2001 en 2003), waar hij het NIKE Greater Austin Open in 1998 won.
In 1992 speelde hij ook weer enkele toernooien in Europa. In 2002 en van 2004-2009 speelde hij op de Amerikaanse PGA Tour waar hij in totaal meer dan 300 toernooien heeft gespeeld, zonder ooit te winnen. Hij haalde tweemaal een 2de plaats, bij de Chrysler Classic of Greensboro in 2004 en het Turning Stone Resort Championship in 2007.
Allen speelde daarna op de Champions Tour. Hij werd in 2009 uitgenodigd voor het Senior PGA Kampioenschap omdat hij al veel verdiend had in zijn rookie jaar. Dat toernooi won hij. Opvallend was dat hij slecht begonnen was met een ronde van +4. 
In 2012 speelde de 53-jarige Allen het US Open op de Olympic Club, het was zijn 6de Open en zijn 11de Major. In San Francisco haalde hij voor de 7de keer de cut bij een Major. Hij was toen de oudste deelnemer.

## Overwinningen
Europese Tour
- 1989: Schots Open

Nationwide Tour
- 1998: NIKE Greater Austin Open

Elders
- 2003: Southern Arizona Open

Champions Tour
- 2009: US Senior PGA Kampioenschap
- 2012: Encompass Insurance Pro-Am of Tampa Bay, Liberty Mutual Insurance Legends of Golf
- 2013: Mississippi Gulf Resort Classic, Greater Hickory Classic at Rock Barn
- 2014: Allianz Championship, AT&T Championship
- 2016: Bass Pro Shops Legends of Golf at Big Cedar Lodge